# Avro (Unternehmen)
Avro (eigentlich A.V. Roe and Company) war ein britischer Flugzeug- und Automobilhersteller mit Stammsitz in Manchester. Der Name geht zurück auf den Unternehmensgründer, den Flugzeugpionier Sir Edwin Alliott Verdon Roe.

## Unternehmensgeschichte

### Die Anfänge

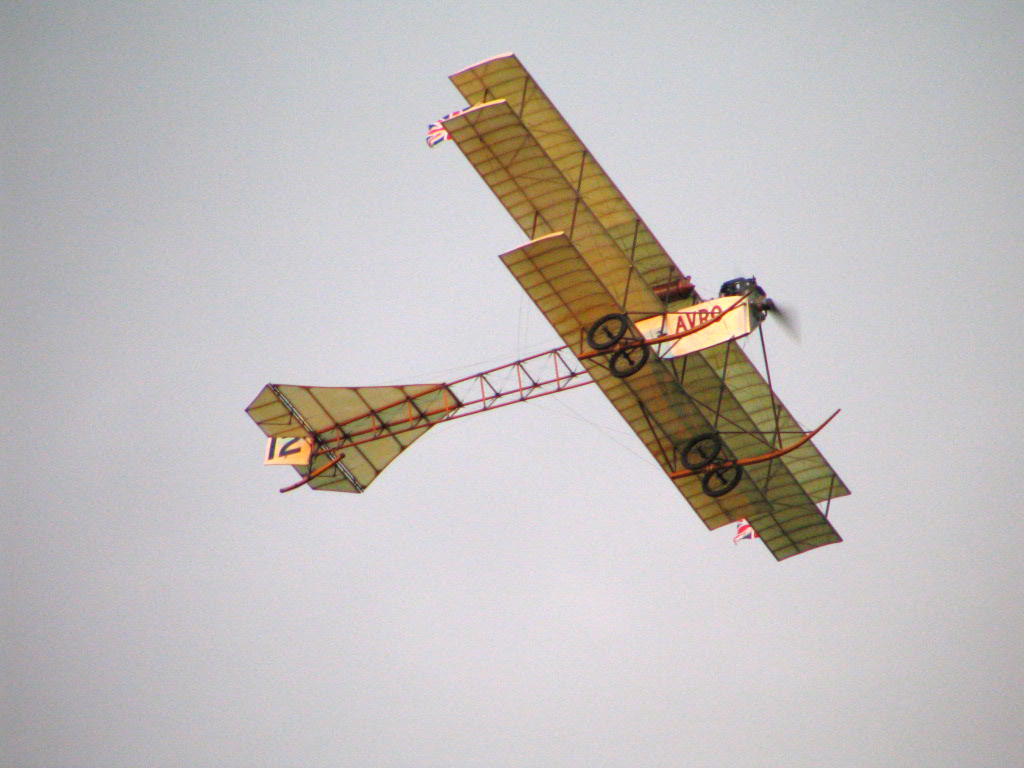
Avro Triplane

Nachdem sich Roe bereits einen Namen als Konstrukteur gemacht hatte, entwickelte er im Jahr 1908 mit der Roe I das erste englische Motorflugzeug. Es war ein hölzerner Doppeldecker, angetrieben von einem 24-PS-Motor mit Druckschraube. Darauf folgten mehrere Dreidecker-Konstruktionen wie die Avro Triplane.
Am 27. April 1909 gründete A.V. Roe zusammen mit seinem Bruder Humphrey V. Roe das Unternehmen A.V. Roe and Company.
Es folgten verschiedene Weiterentwicklungen von Roes Konstruktionen. Mit der Avro Type D, deren Erstflug am 1. April 1911 stattfand, wandte sich Roe vom Dreidecker-Konzept ab und widmete sich nun wieder dem Doppeldecker. Ein Exemplar des Type D wurde sogar versuchsweise mit Schwimmern ausgestattet, dieses Baumuster gilt als erstes britisches Wasserflugzeug.
Ein gesteigertes Interesse an der Entwicklung von Wasserflugzeugen führte im Herbst 1912 dazu, dass A.V. Roe einen Produktionsbetrieb nach Shoreham-by-Sea verlegte, wo eine geeignete Wasserfläche zum Testen dieser Maschinen zur Verfügung stand.
Im Januar 1913 wurde das Unternehmen in A.V. Roe & Company Ltd. umbenannt und die Abkürzung „Avro“ als Handelsname eingeführt.
Neben verschiedenen Flugzeugtypen, die teilweise nur in sehr geringen Stückzahlen gefertigt wurden – manchmal wurde von einer Baureihe lediglich ein Prototyp produziert – fertigte das Unternehmen auch Typen, die äußerst erfolgreich und gefragt waren und teilweise bis zum heutigen Tage als legendär gelten. Nicht zuletzt war Chefkonstrukteur Roy Chadwick für viele gelungene Entwürfe des Unternehmens Avro verantwortlich.

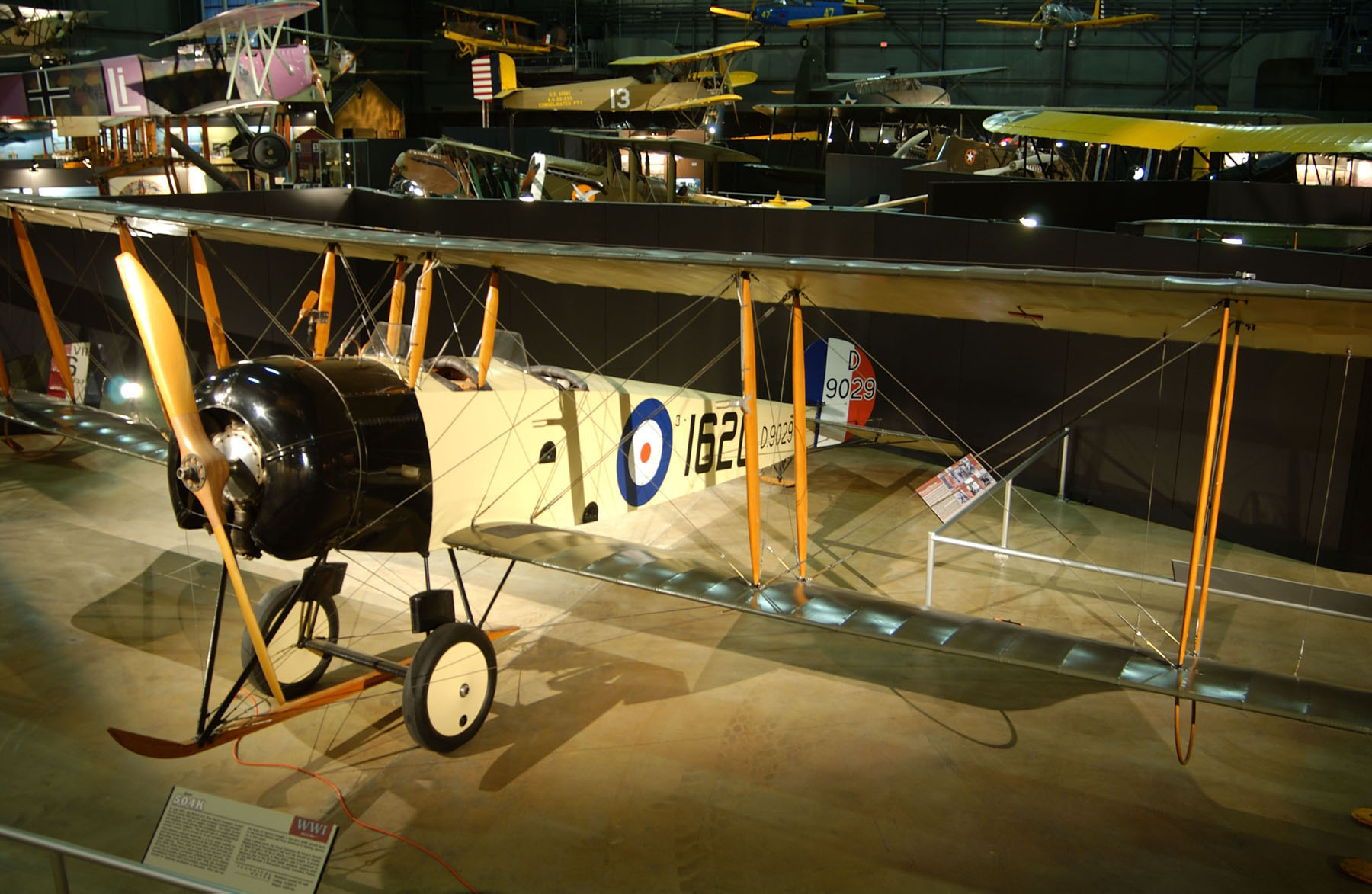
Avro 504

So fertigte Avro im Ersten Weltkrieg die Avro 504, ein Flugzeug, das zwar weniger im Kampf eingesetzt wurde, aber vielen Piloten als Ausbildungsmaschine diente. Die Maschine hatte ihren Erstflug am 5. Juli 1913 und wurde in hohen Stückzahlen über einen langen Zeitraum produziert; noch bis 1932 wurde die 504 für den Export gebaut. Sie setzte damit vor allem in England Akzente im Bereich der Freizeitfliegerei.
Das gestiegene Interesse an der Luftfahrt wurde bei Avro erkannt, und so wurde nach dem Ersten Weltkrieg die Avro Transport Company gegründet, deren Geschäftsziel es war, Vergnügungsflüge, so genanntes „Joy-riding“, durchzuführen. Vor allem in den Seebädern der englischen Südküste erfreuten sich diese Flüge großer Beliebtheit.

### Automobilbau
Avro schaffte sich nach dem Ende des Ersten Weltkrieges ein zweites Standbein im Bereich der Automobilindustrie. So arbeitete das Unternehmen als Zulieferer für das Modell T der Ford-Werke in Trafford Park, und auch eigene Automobilentwicklungen mit unterschiedlichen Motorvarianten wurden ab 1919 auf den Markt gebracht.
Ein Unikum war das „Monocar“, quasi ein verkleidetes Motorrad, das bis zum Ende der 1920er Jahre gebaut wurde. Wahrscheinlich wurde Roe zum Bau dieses Vehikels durch die Tatsache inspiriert, dass sein Unternehmen in den Jahren zuvor den „Runabout“ des Unternehmens Harper gebaut hatte. Der Harper Runabout war ein kleines, dreirädriges Fahrzeug mit einem 270-cm³-Einzylinder-Motor von Villers und stellte als kostengünstiges Fahrzeug für die breite Masse der Bevölkerung eine Alternative zum Motorrad dar.
Außerdem bot Avro das Leichtautomobil 11 hp mit seitengesteuertem 1,3-l-Vierzylindermotor an. Der Wagen hatte keinen separaten Rahmen, sondern eine selbsttragende Karosserie in Gemischtbauweise (blechbeplanktes Holzgerüst). Nach einem Jahr wurde die Fertigung eingestellt.

### Die „Goldenen Zwanziger“
Nach dem Ersten Weltkrieg kam es durch den Einbruch an Aufträgen für Flugzeuge zu finanziellen Problemen. Im August 1920 übernahm daher die in der Nähe angesiedelte Crossley Motors Limited 68,5 % der Anteile von A.V. Roe and Company, um mehr Platz für die Herstellung von Kraftfahrzeugen (u. a. Omnibusse) zu erhalten. 1928 wurden Anteile an Armstrong Siddeley verkauft.
In den 1920er Jahren nahmen viele Avros an den verschiedensten Flugzeugrennen und Wettbewerben teil, um die Leistungsfähigkeit der Flugzeugbauer aus Manchester und Hamble bei London zu demonstrieren.
Vor allem Flugzeuge aus der Avro-Avian-Reihe machten mit mehreren Rekordflügen von sich reden, so zum Beispiel im Februar 1928 beim Langstreckenflug des Avro-Chefpiloten Herbert „Bert“ Hinkler von England nach Australien.
Im Jahr 1928 verkaufte Alliot Verdon Roe seine Anteile an John Siddeley, den Chef von Armstrong Whitworth Aircraft und erwarb anschließend zusammen mit dem Avro-Direktor John Lord eine Mehrheitsbeteiligung an dem Bootsbauunternehmen S. E. Saunders in Cowes. Nach der Namensänderung in Saunders-Roe konzentrierte sich das Unternehmen auf den Bau von Flugbooten und Fahrzeug-Karosserien für Omnibusse.
In dieser Zeit arbeitete man bei Avro auch an der Entwicklung des Autogiros, so wurden einige Maschinen von Cierva in Lizenz gebaut.
Ab dem Jahr 1935 gehörte Avro zur Hawker-Siddeley-Gruppe.

### Der Zweite Weltkrieg

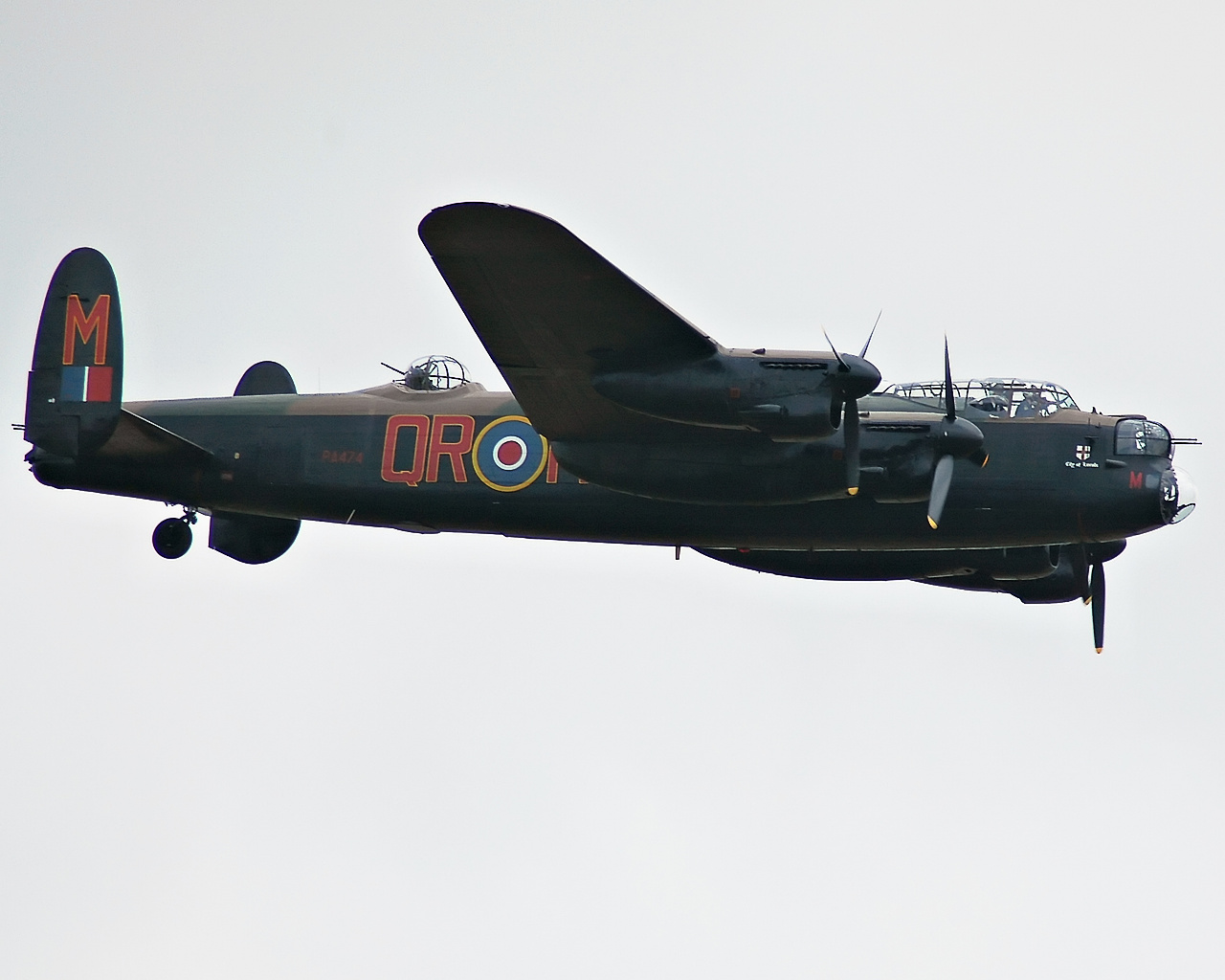
Avro Lancaster

Im Zweiten Weltkrieg entwickelte Avro aus der zweimotorigen „Manchester“ die viermotorige „Lancaster“, den meistgebauten Langstreckenbomber der Royal Air Force.

### Die Nachkriegszeit

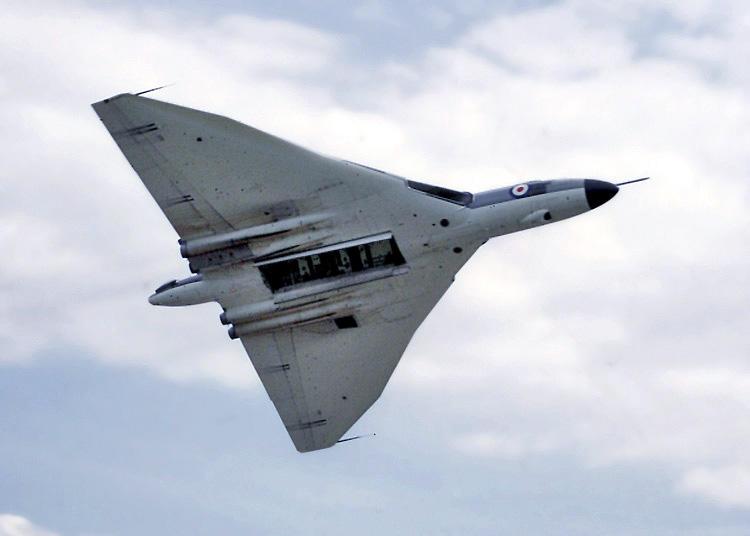
Avro 698 Vulcan

Im Juli 1945 übernahm die Hawker-Siddeley Group das kanadische Unternehmen Victory Aircraft aus Malton, Ontario und gründete dort die Avro Aircraft Ltd., aus der später die Avro Canada entstand. Die Avro Canada entwickelte unter anderem die Avro Canada C-102 „Jetliner“, die Avro Canada CF-100 „Canuck“ und die Avro Canada CF-105 „Arrow“.
Fast nur durch simplen Ausbau der militärischen Einrichtung wurde aus der „Lancaster“ das recht spartanisch eingerichtete Passagierflugzeug Lancastrian entwickelt. Aus demselben Grundmuster entstand auch die Avro York mit wesentlich größerem, kastenförmigem Rumpfquerschnitt. Sie wurde zivil und militärisch als Passagier- und Frachtflugzeug eingesetzt (259 Stück gebaut).
Mit nur 38 gebauten Exemplaren war die druckbelüftete Avro Tudor wenig erfolgreich. Auch bei ihr wurden immer noch die Tragflächen der Lancaster und ein Spornradfahrwerk verwendet. Vier schwere Unfälle führten letztendlich dazu, dass die Tudor (bis 1959) nur noch als Frachtflugzeug eingesetzt wurde.
Das zweimotorige Turboprop-Flugzeug Avro 748 für 40–58 Passagiere hatte 1960 seinen Erstflug. Es war mit 381 gebauten Exemplaren weltweit recht erfolgreich. 89 wurden als Lizenzbau in Indien hergestellt. Eine militärische Variante mit geändertem Heckteil für die Royal Air Force wurde als Andover bezeichnet.
Später wurde aus der 748 noch die BAe ATP entwickelt.
Auf militärischem Gebiet wurden der Bomber Lincoln und der Seeaufklärer Shackleton aus der „Lancaster“ heraus konstruiert.
Mit dem schweren vierstrahligen Atombomber Avro Vulcan wurde das letzte Avro-Militärflugzeug produziert.

## Firmenverschmelzung
Der Unternehmensname Avro verschwand aufgrund der Reorganisation der Hawker-Siddeley-Gruppe im Juli 1963. Der Name Avro hatte jedoch noch lange einen starken Markenwert, er wurde daher für die späteren Varianten des Regionalflugzeugs BAe 146 auch die Marketing-Bezeichnung Avro RJ (Regional Jet) verwendet.

## Avro International Aerospace
1993 wurde Avro International Aerospace als hundertprozentige Tochter der British Aerospace gegründet. Bis 2002 wurden Passagierflugzeuge unter der Typenbezeichnung Avro (RJ-Reihe) produziert.